# Rekultivace
Rekultivace je souhrn zásahů, které mají zahladit nežádoucí antropogenní zásahy do krajiny. Nejčastěji je předmětem rekultivace území postižené těžbou nerostných surovin (zbytkové jámy po povrchové těžbě uhlí, výsypky, vytěžené pískovny, kamenolomy, pinky). Výsledkem rekultivace může být přeměna vytěžených ploch na pole a lesy, vybudování rekreačního zázemí městských aglomerací nebo záměrný vznik „nové divočiny“.

## Definice
Některé definice rekultivace:
- navrácení těžbou postižených pozemků k původnímu účelu (1854) [1] (cílem této povinnosti uložené majitelům dolů bylo zejména zachování daňové výtěžnosti)
- aktivní obnova a tvorba půdního fondu v oblasti devastované průmyslovou činností (1992) [2]
- obnova přírodního prostředí a odstranění následků nevhodných lidských činností (1993) [3]
- řízený proces obnovy krajiny postižené těžební činností (2008) [1]
- obnova těžbou poškozené krajiny (2009) [4]

V Česku povinnost rekultivací ukládá novela horního zákona z roku 1900.

## Podle fází

### Technická rekultivace
Cílem technické fáze rekultivace je vymodelování nového terénu. Je využívána těžká technika (dozery, buldozery, příkopové pluhy, frézy). Průběh rekultivace je většinou následující: těžební sloje či patra se začnou zavážet, začnou se izolovat místa pro vodohospodářské rekultivace, začne se modelovat terén. Práce zahrnují přesun zemin, ukládání, rozprostírání, hutnění, navezení skrývkové ornice.
Již v této fázi je třeba znát pozdější využití terénu. To má vliv na volbu hornin, kterými se budou zavážet jednotlivé části. Na místa, kde bude stát zástavba, cesty, parkoviště apod. je možné navážet neúživné horniny. Na místa, kde bude pole či sad, se naveze ornice (zákon ukládá povinnost selektivní skrývky ornice a její nové použití na rekultivaci území).
Modelování profilu terénu je náročná a nákladná činnost. Plánovači musí počítat s tím, že navezený materiál ještě dlouhá léta pracuje – sedá a pohybuje se. Požaduje se také, aby nový terén nebyl z estetického hlediska monotónní, má se vzhledem blížit „přirozenému“ terénu, jak by asi mohl vypadat.

### Biologická rekultivace
Po vytvoření terénu nastupuje biotechnická etapa, která má za úkol nové území oživit. Tato fáze zahrnuje úpravu fyzikálních a chemických vlastností půd (kyselost, struktura), hnojení a dodávání živin do půd. Navazují agrotechnická opatření (kypření, smykování, válcování) a pěstování vhodných plodin. Na polích začíná běžet speciální osební cyklus s cílem zúrodnit půdu. Vzhledem k narušeným hydropedologickým podmínkám je při delších obdobích sucha nutná zálivka sazenic.
Před zatravňováním či zalesňováním je často používána chemická příprava půdy; pokud jsou plochy zarostlé bujnou ruderální (rumištní) vegetací, k jejímu odstranění se používají chemické postřiky celoplošné či místní. Nálety nežádoucích dřevin stejně jako materiál z prořezávek se zpracovává štěpkováním, čímž je urychlen rozklad organické hmoty a zároveň je výrazně omezen vývoj případných hmyzích škůdců.

## Podle využití ploch
V 60. letech v Československu byly preferovány zemědělské rekultivace, od začátku 80. let přibývá rekreačních funkcí, v 90. letech se populární stává napouštění velkých rekultivačních jezer.

### Zemědělská rekultivace
V procesu zemědělské rekultivace se zakládají pole, louky, vinice nebo sady. Začíná se návozem a rozprostřením organické hmoty, následuje orba, vláčení, smykování, setí přípravných plodin, jejich zaorání, hnojení a následuje již pěstování cílových plodin nebo zatravnění.

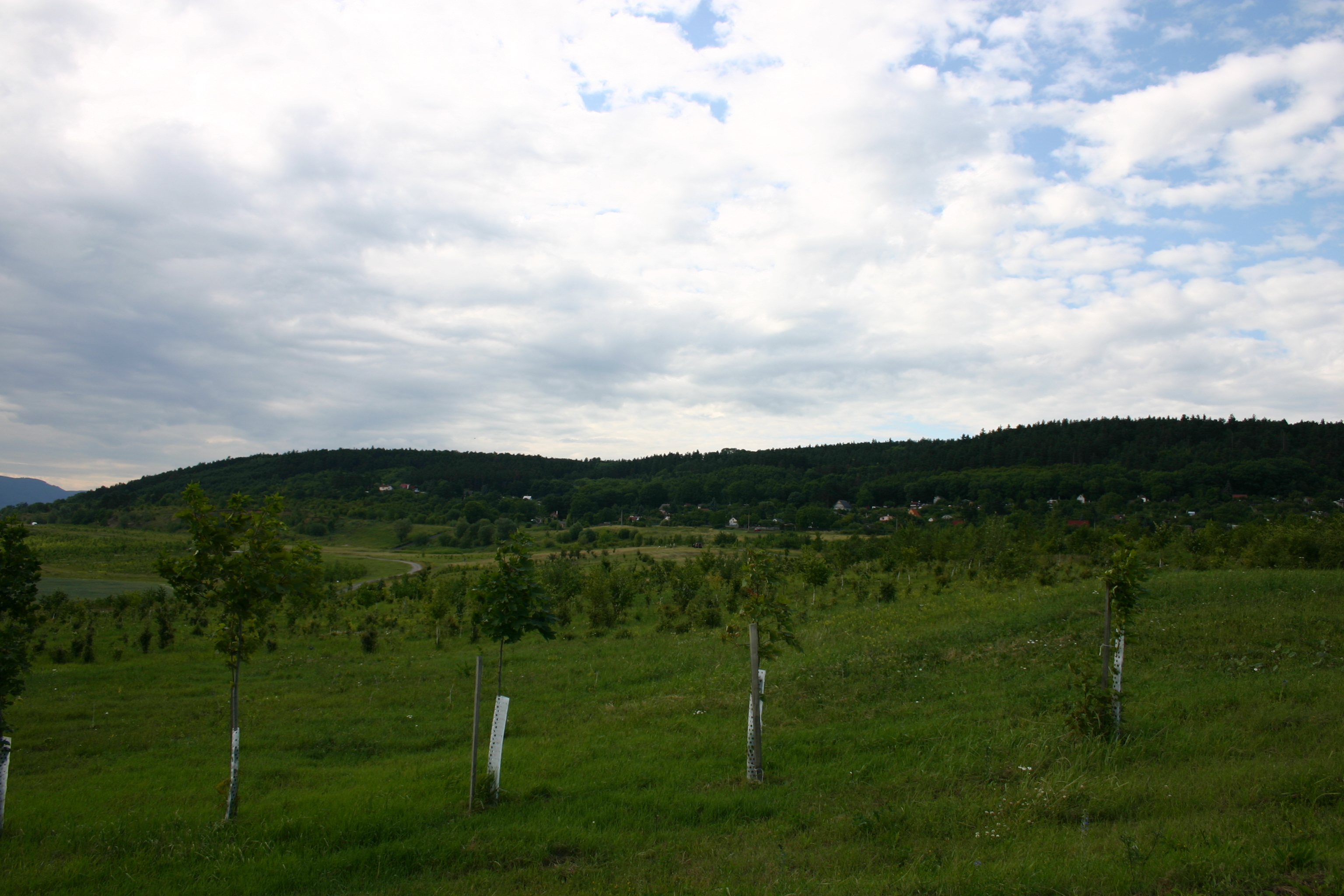
Lesnické rekultivace pod vrchem Ressl u Mostu

### Lesnická rekultivace
Výsledkem lesnické rekultivace je vznik nových lesů. Z ekologického hlediska by se měli vysazovat různé druhy stanovištně a geograficky původních dřevin. V praxi se v naprosté většině však jedná o výsadbu monokultur, někdy jsou vysazovány i nepůvodní či dokonce invazní druhy. Tento typ rekultivace sice vede k vytváření nové ekologické stability půd a krajiny, ale to v tomto případě nelze považovat za pozitivní přínos. Tím se totiž zničí stanoviště vzácných druhů organismů vázaných na podmínky vzniklých těžbou. Jediným pozitivním přínosem této rekultivace je zpevnění půdy.

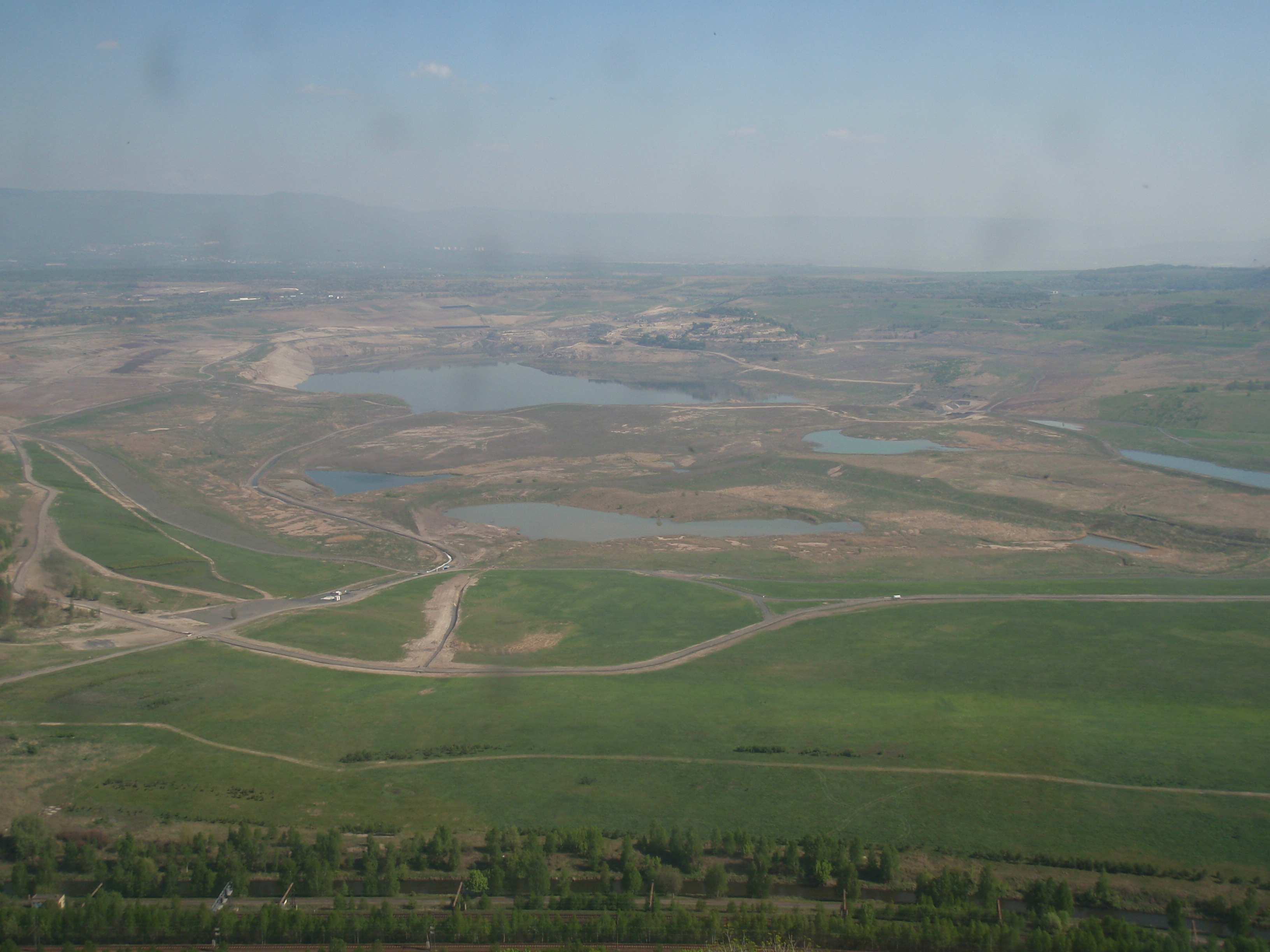
Jezero Most u města Most - před napuštěním 2009

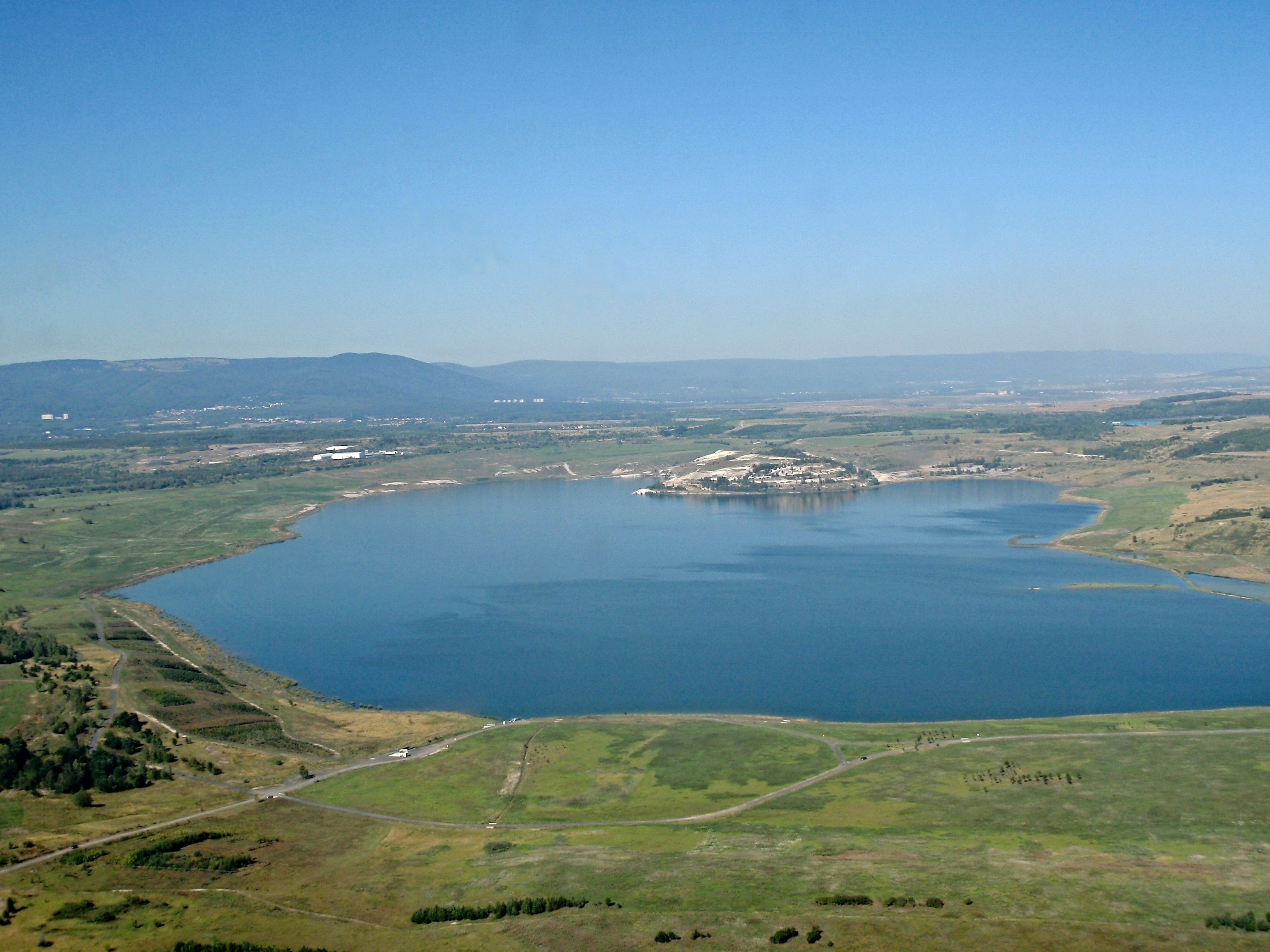
Jezero Most u města Most- po napuštění 2012

### Vodohospodářská rekultivace
Pod vodohospodářské rekultivace spadá zatápění vytěžených lomů, obnova říčních ekosystémů, úprava a zvyšování vodní bilance.

### Rekreační rekultivace
Sem se řadí budování rekreačních oblastí, golfových hřišť, letišť. Často se centrem rekreační oblasti stane rekultivační jezero.

### Přírodě blízká rekultivace
Názor, že „krajina musí být ekologicky vyvážená, za nejúčinnější stabilizační prvky je považována výsadba lesů, parků, lesoparků a vodních ploch“ bývá kritizován ze strany krajinných ekologů (např. Jiří Sádlo, Václav Cílek), kteří upozorňují, že taková „vyprojektovaná“ krajina je z biologického hlediska velmi chudá.
Podstatou přírodě blízkých rekultivací je ponechání průběhu přirozené sukcese. Místo nákladně vytvářeného a udržovaného rekreačního lesa či lesoparku pak může vznikat „nová divočina“. Na půdách chudých na živiny (typicky výsypky) se často vyvíjejí společenstva vzácných rostlinných a živočišných druhů, která byla z úrodné, prohnojené zemědělské krajiny vytlačena.
Krajina ovšem podléhá nadále sukcesi; pokud je požadováno zakonzervovat určitou fázi vývoje ekosystému, jsou i zde nutné pravidelné lidské zásahy jako je odstraňování dřevin, ruderálních a invazních druhů, obnova zarůstajících tůní apod.